# 3D Robotics
3D Robotics es una empresa pionera en la creación de vehículos aéreos no tripulados (UAV), comúnmente conocidos como drones. Fundada en 2009 por Chris Anderson y Jordi Muñoz.

## Historia
Jordi Muñoz y Chris Anderson se conocieron en la plataforma de open source DIY-Drones (Do It Yourself), comunidad donde comparten sus experiencias algunos aficionados a vehículos aéreos no tripulados. Jordi sólo buscaba asesoría en cómo estabilizar un helicóptero de control remoto. Creó un piloto automático con acelerómetros extraídos de la nunchuck de Nintendo Wii y lo compartió con la comunidad. Después de eso, muchas personas comenzaron a seguir sus avances, entre ellas Chris Anderson, creador de la página DIY-Drones, quien en ese momento era editor de la popular revista Wired. Jordi tenía el talento para crear, pero en aquel entonces no contaba con el dinero necesario, por lo cual Anderson le envió 500 dólares para que perfeccionara su piloto automático y así comenzó a vender sus creaciones.
En 2012, Anderson dejó la revista Wired, para ocupar el puesto de CEO en la recientemente creada empresa 3D Robotics junto con Jordi Muñoz.
Hoy en día la empresa tiene oficinas en la ciudad de San Diego y Berkeley en California, ventas y marketing en Austin, Texas y una planta de producción en Tijuana, Baja California, México, que produce alrededor de 15,000 pilotos automáticos al año, generando ganancias de alrededor de 20 millones de dólares anuales.
Actualmente cuentan con modelos como el Iris+, el X8, Aero y el reciente modelo SOLO.
En 2017 3D Robotics ha dejado la manufactura de drones dedicándose sólo al desarrollo del software, incluso se encuentra con una deuda millonaria.